# Variable SX Arietis
Les variables SX Arietis són una classe d'estels variables. Són semblants a les variables Alfa² Canum Venaticorum però amb major temperatura, i mostren camps magnètics forts així com línies espectrals intenses d'HeI i de SiIII. Les seves fluctuacions de lluentor són aproximadament de 0,1 magnituds amb períodes de prop d'un dia.
SX Arietis, és el prototip del grup; α Sculptoris, V761 Centauri i OV Geminorum són exemples d'aquesta classe de variables.